# John Nunn
John Hamann Nunn (født 12. oktober 1942 i Terre Haute, Indiana, USA) er en amerikansk tidligere roer.
Nunn vandt bronze i dobbeltsculler ved OL 1968 i Mexico City (sammen med Bill Maher). I finalen blev de besejret af sovjetiske Aleksandr Timosjinin og Anatolij Sass, som vandt guld, samt af Harry Droog og Leendert van Dis fra Holland, som tog sølvmedaljerne.

## OL-medaljer
- 1968:  Bronze i dobbeltsculler